# Dołno Orizari (gmina Wełes)
Dołno Orizari (mac. Долно Оризари) – wieś w centralnej Macedonii Północnej, administracyjnie i terytorialnie należąca do gminy Wełes. Według stanu na 2002 rok jej liczebność wynosiła 0 mieszkańców.
Według danych ze spisu powszechnego przeprowadzonego w 2002 roku, wieś Dołno Orizari nie zamieszkiwał żaden człowiek.